# Lolland
Lolland – czwarta co do wielkości wyspa duńska, położona w Cieśninach Duńskich, na południe od Zelandii,  pomiędzy wyspą Falster na wschodzie a Langeland na zachodzie. Administracyjnie wyspa wchodzi w skład regionu Zelandia.
- powierzchnia: 1242,86 km²
- liczba mieszkańców: 60 214 (dane ze I 2017 r.)[1]
- największe miasta: Nakskov 12,76 tys., Maribo 5,74 tys., Sakskøbing 4,55 tys.
- najwyższy punkt: 25 m n.p.m. (w pobliżu miejscowości Horslunde)
- komunikacja: połączenie mostami i tunelem autostradowym z wyspą Falster oraz promem z wyspami Langeland i Fehmarn
- przemysł: uprawa buraków cukrowych, pszenicy, rybołówstwo

Lolland była największym skupiskiem Polonii duńskiej (emigracja zarobkowa w latach 1871–1914). Emigracja ta była tak masowa, że w ówczesnej Danii powstały nawet specjalne „ustawy o Polakach” (Polakloven). W Sakskøbing stoi pomnik upamiętniający Polki pracujące przy burakach cukrowych.

## Demografia
- Wykres liczby ludności Lolland na przestrzeni ostatniego stulecia

źródło: Duński Urząd Statystyczny